# چشمه‌کبود (گیلانغرب)
چشمه‌کبود (گیلانغرب)، روستایی از توابع بخش مرکزی شهرستان گیلانغرب در استان کرمانشاه ایران است.

## جمعیت
این روستا در دهستان چله قرار دارد و براساس سرشماری مرکز آمار ایران در سال ۱۳۸۵، جمعیت آن ۸۹ نفر (۱۸ خانوار) بوده‌است.